# Vườn quốc gia Ben Boyd
Vườn quốc gia Ben Boyd là một vườn quốc gia ở bang New South Wales, Úc, cách thành phố Sydney 382 km về phía nam.
Vườn quốc gia này được đặt theo tên người có sáng kiến lập các việc kinh doanh mới Ben Boyd, một người có nhiều quyền lợi ở vùng Bờ biển phía nam bang New South Wales, trong đó có việc săn bắt cá voi, lập nông trại.
Ông ta đã thuê người xây dựng một tháp quan sát bằng sa thạch ở lối vào cảng Eden để báo cho thủy thủ đoàn trên các tàu săn bắt cá voi biết, khi con mồi của họ tới. 

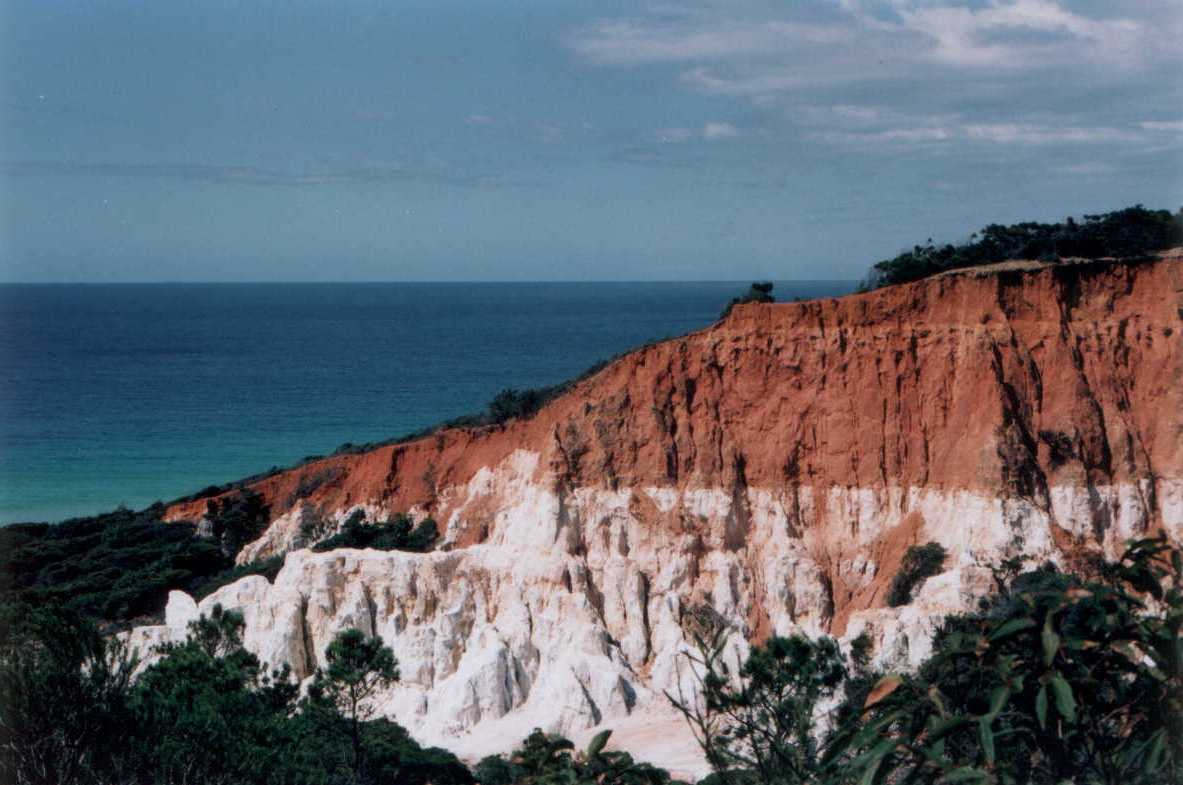
Vườn quốc gia Ben Boyd

Vườn quốc gia này được lập năm 1971. Ban đầu có diện tích 8900 ha, nó đã được mở rộng thành 9455 ha.
Boyd đã cho xây một tháp canh sa thạch nhìn ra lối vào cảng vịnh Twofold để cảnh báo các thủy thủ săn cá voi không được đến gần con mồi. Tháp này chưa bao giờ hoàn thành.
Có hai loài cây chủ yếu ở vườn quốc gia này gồm (Eucalyptus sieberi) và (Corymbia gummifera). Cũng có một số khu vực rừng mưa nhiệt đới với các loài như (Synoum glandulosum) và (Notelaea venosa).
212 loài chim được ghi nhận ở vườn quốc gia này, đây là nơi trú ẩn của loài chim Eastern Ground Parrot và loài Eastern Bristlebird có nguy cơ tuyệt chủng. Little Tern sinh sống ở các đụn cát và các bãi biển và bị xe 4 bánh đe dọa. Năm mươi loài động vật có vú được ghi nhận.
Tại đây cũng có cáo, mèo, thỏ. Cây bụi (Chrysanthemoides monilifera) ở phía bắc sông Pambula.